# Kenji Midori
Kenji Midori (jap. 緑健児 Midori Kenji; ur. 18 kwietnia 1962), japoński karateka stylu kyokushin, obecnie posiada stopień 8 Dan. Mistrz Świata w kategorii open z 1991 roku, wicemistrz Japonii w kategorii open z 1990 roku.
Po śmierci Masutatsu Ōyamy w 1994 roku, przewodniczącym organizacji IKO Kyokushinkaikan został Shōkei Matsui. Jednak już rok później nastąpił rozłam, w wyniku którego Shihan Yukio Nishida stworzył własną organizację IKO (nazywaną nieformalnie IKO-2, dla odróżnienia od IKO kierowanej przez Matsui). Kenji Midori został przewodniczącym IKO-2 w roku 2001, a w roku 2003 zmienił jej nazwę na NPO World Karate Organization Shinkyokushinkai (w skrócie WKO).